# 1927 في النرويج
فيما يلي قوائم الأحداث التي وقعت خلال عام 1927 في النرويج.

## سياسة

### انتهاء فترة المنصب
- 1 يناير – أبراهام تيودور بيرغه عضو برلمان النرويج  [لغات أخرى]‏.
- 1 يناير – أوفه أندرسن عضو برلمان النرويج  [لغات أخرى]‏.
- 1 يناير – أوقست برتراند كليفتون عضو برلمان النرويج  [لغات أخرى]‏.
- 1 يناير – أول جون اولسن نائب عضو برلمان النرويج  [لغات أخرى]‏.
- 1 يناير – جوهانس بيرغ عضو برلمان النرويج  [لغات أخرى]‏.
- 1 يناير – كورنيليوس برنهارد هانسن نائب عضو برلمان النرويج  [لغات أخرى]‏.
- 1 يناير – ليف جورج فرديناند بانغ نائب عضو برلمان النرويج  [لغات أخرى]‏.
- 1 يناير – مارتن يوليوس هالفورسن نائب عضو برلمان النرويج  [لغات أخرى]‏.
- 1 يناير – هارالد هالفورسن عضو برلمان النرويج  [لغات أخرى]‏.
- 1 يناير – يوهان لودفيغ موفينكل عضو برلمان النرويج  [لغات أخرى]‏.
- 1 يناير – يوهان نيغورسفول عضو برلمان النرويج  [لغات أخرى]‏.
- 1 يناير – مارتن يوليوس هالفورسن نائب عضو برلمان النرويج  [لغات أخرى]‏.

## رياضة
- 1 يناير – كأس النرويج 1927 الفائز أورن هورتن [الإنجليزية]‏.

## مواليد

### يناير
- 9 يناير – بيورن غولبراندسن لاعب هوكي جليد نرويجي.
- 12 يناير – هيلج نوردال
- 13 يناير – جون تاندرفولد ملاكم نرويجي.

### فبراير
- 28 فبراير – إلسي ماري ياكوبسن مصممة نرويجية.

### مارس
- 15 مارس – إلسي برين كاتبة نرويجية.
- 22 مارس – فيرا هينركسن كاتبة نرويجية.
- 22 مارس – هاكون اولسن مصارع هاوي نرويجي.
- 26 مارس – ويلي داهل مؤرخ نرويجي.

### أبريل
- 5 أبريل – آرنه هول طائر تزلج نرويجي.
- 10 أبريل – إريك إنغر طبيب نرويجي.
- 26 أبريل – توماس هاوغ

### يونيو
- 18 يونيو – كييل لوند

### يوليو
- 6 يوليو – فين باكر قاضي نرويجي.

### أغسطس
- 5 أغسطس – إيفار أشايم

### سبتمبر
- 19 سبتمبر – بير إيرلاند برغ وندلبو عالم نبات نرويجي.

### أكتوبر
- 5 أكتوبر – كييل راسموسن دبلوماسي نرويجي.
- 29 أكتوبر – آني ريس مترجمة نرويجية.

### نوفمبر
- 3 نوفمبر – أودفار نوردلي سياسي نرويجي.
- 24 نوفمبر – روار بيدرسن لاعب هوكي جليد نرويجي.

### ديسمبر
- 11 ديسمبر – شتاين إريكسن

## وفيات

### مايو
- 10 مايو – أندريا جرام (مواليد 1853) رسامة نرويجية.

### نوفمبر
- 4 نوفمبر – أول اولسن (مواليد 1850)

### ديسمبر
- 21 ديسمبر – مارتن أدولف أندرسن (مواليد 1844) سياسي نرويجي.